# Lamprospora retinosa
Lamprospora retinosa är en svampart som tillhör divisionen sporsäcksvampar, och som först beskrevs av Josef Velenovský, och fick sitt nu gällande namn av Trond Schumacher. Lamprospora retinosa ingår i släktet Lamprospora, och familjen Pyronemataceae. Arten är reproducerande i Sverige.